# Institut supérieur des sciences infirmières de Tunis
L'Institut supérieur des sciences infirmières de Tunis (arabe : المعهد العالي لعلوم التمريض بتونس) ou ISSIT est un établissement universitaire tunisien rattaché à l'université de Tunis - El Manar.
Placé sous la tutelle des ministères de l'Enseignement supérieur et de la Santé, il assure la formation spécialisée en sciences infirmières selon le système LMD.
Fondé en 2006, il est situé à Tunis, dans le quartier de La Rabta.

## Historique
L'institut est créé par le décret no 2006-2120 du 31 juillet 2006. La première promotion d'infirmiers est diplômée en juin 2009.

## Formations
Il assure la formation spécialisée en sciences infirmières selon la réforme LMD.
À partir de la rentrée universitaire 2013-2014, l'ISSIT offre une formation en master.

### Licence
Le programme de la licence appliquée en sciences infirmières comprend une variété d'unités d'enseignement couvrant un large éventail de disciplines, notamment les sciences infirmières, les sciences biomédicales, les sciences humaines et sociales. Des modules transversaux sont également proposés pour développer des compétences non techniques.

### Master
Le master professionnel en gestion des soins critiques, avec une spécialisation en urgences, vise à renforcer les compétences en gestion des soins, en anticipation et en planification rapide lors de situations critiques, dans le but d'intégrer des équipes de soins critiques.

## Vie estudiantine
L'ISSIT abrite le Club Tunivisions, le Club Infirmiera+ et le Club Enactus et organise une variété d'événements sportifs, en football, badminton, tennis de table, le speed-ball et baseball.

## Équipements
L'ISSIT comprend des salles de classe, des amphithéâtres, des salles de travaux pratiques, des bureaux administratifs, une médiathèque, une bibliothèque, une buvette et un jardin.

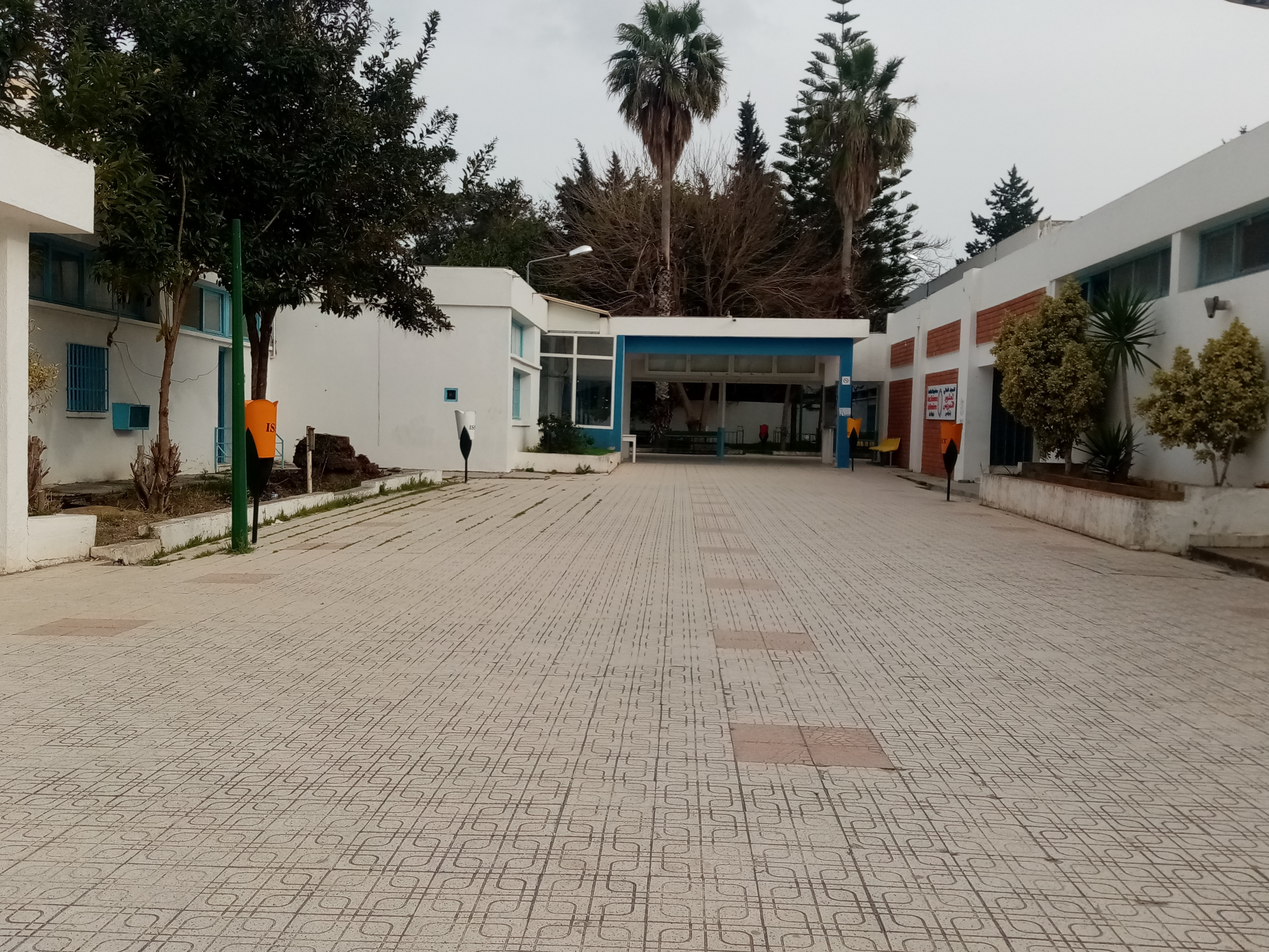
Centre de l'ISSIT.
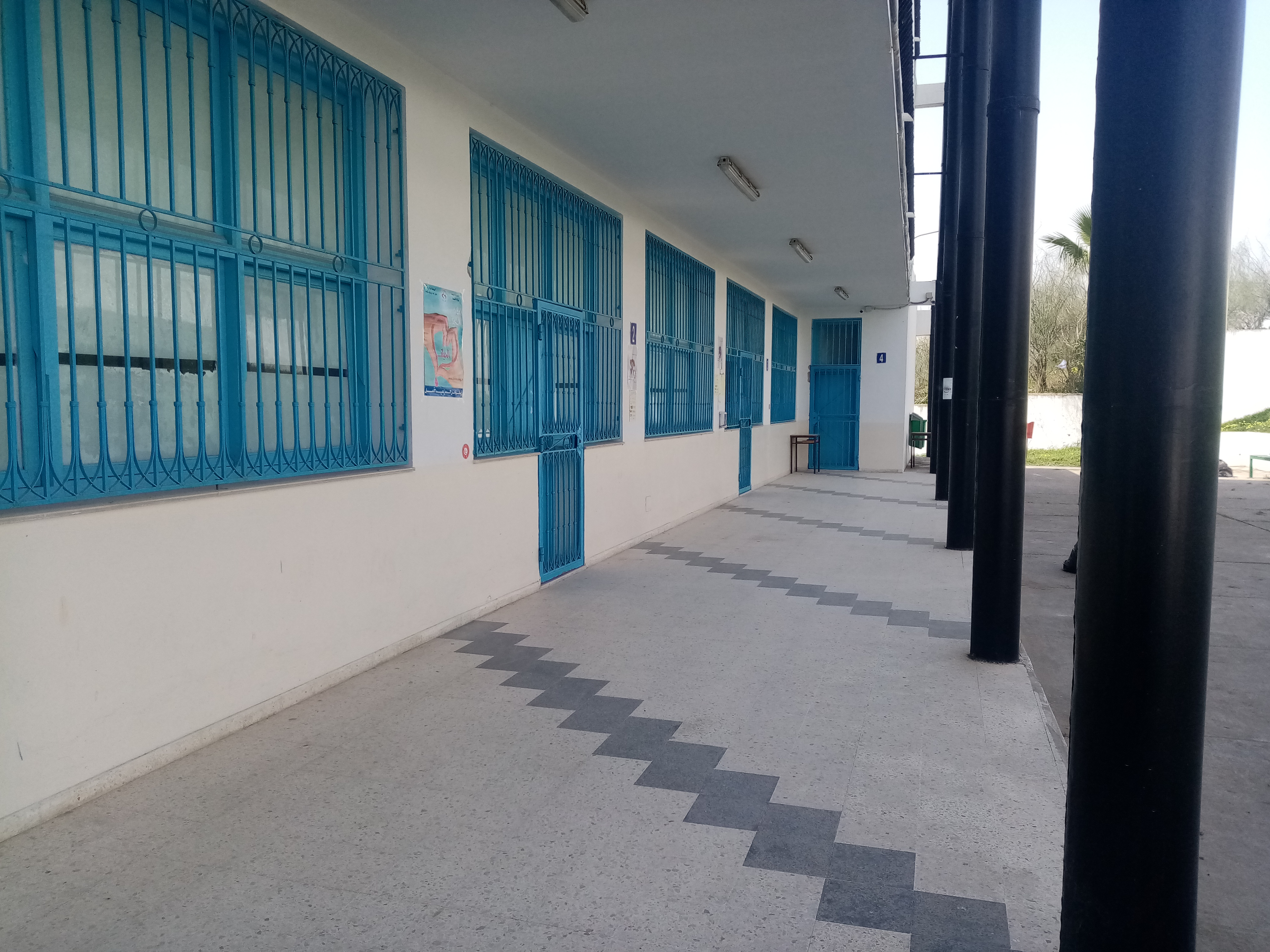
Façade avec les fenêtres des salles.
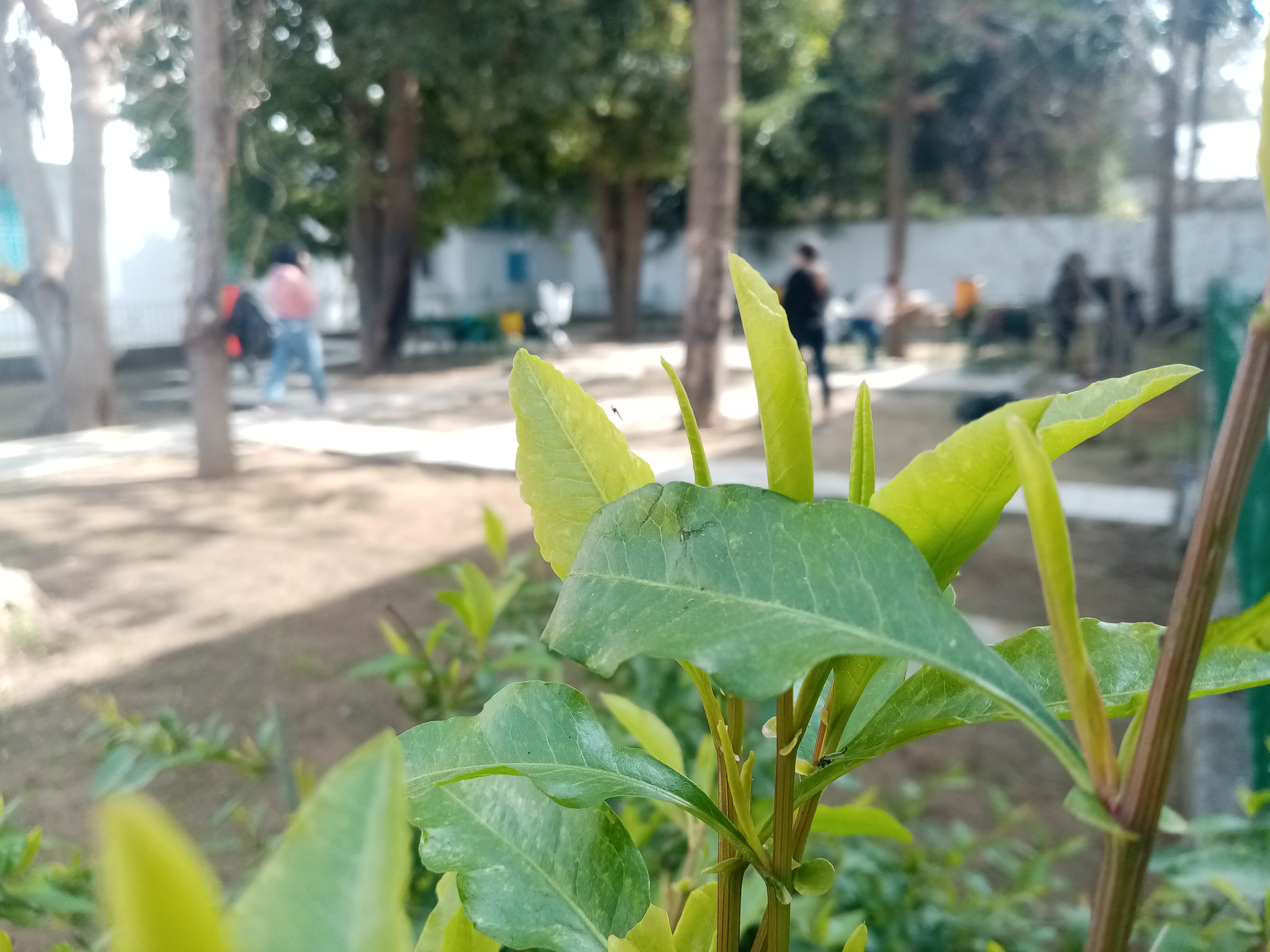
Jardin.